# Heptaulacus
Heptaulacus — род жесткокрылых семейства пластинчатоусых, подсемейства афодиинов.

## Описание
Надкрылья с семью-девятью двойными рядами волосистых рёбрышек. Основание переднеспинки в ресничках.

## Систематика
В составе рода:
- вид: Heptaulacus algarbiensis (Branco & Baraud, 1984)
- вид: Heptaulacus brancoi Baraud, 1976
- вид: Heptaulacus gadetinus Baraud, 1973
- вид: Heptaulacus rasettii Carpaneto, 1978
- вид: Heptaulacus testudinarius (Fabricius, 1775)